# 豐田町
豐田町（日文:トヨタちょう、トヨタ町）是愛知縣豐田市的地名。郵編是471-0826。該地區的人口為744人（截至2013年10月1日，根據居民基本登記登記調查，豐田市調查）。